# プツマイスター
プツマイスター（ドイツ語：Putzmeister Holding GmbH）は、ドイツの建設機械製造業。Putzmeister Holding GmbH自体は持株会社であり、コンクリートポンプ車等の産業用ポンプ、コンクリート・モルタル作業用機械等を、子会社の主要業務として行っている。
設立当時の社名はKS-Maschinenbau（KS機械製作所）であり、現在の社名には1963年に改名した。プツマイスターは、モルタルを意味するドイツ語Putzとマイスター（Meister）に由来する名称である。
2012年1月27日、中国の建設機械最大手の三一重工と未公開株投資会社の中信産業投資基金による買収に合意した。当初の株式保有比率は、三一重工が90%、中信産業投資基金が10%。買収後は中国を除く三一重工のコンクリート機械事業における活動拠点となる。
2012年1月の時点で17ヶ国に子会社を有し、日本法人はプツマイスタージャパン。
2008年、ブルジュ・ハリーファの建設において、700m以上にコンクリートを圧送する高所圧送の世界記録を樹立し、自社による記録を更新した。

## 原子力発電所事故への対応
チェルノブイリ原子力発電所事故に際しては、石棺による封鎖に10台のコンクリートポンプ車が用いられた。40万立方ヤードのコンクリートを圧送し、当時の世界記録を樹立している。
福島第一原子力発電所事故に出動したコンクリートポンプ車は、初期においてはプツマイスターのM52 Multi-ZとM58であった。その後、62m級のM62と70m級のM70も投入されている。

## ギャラリー

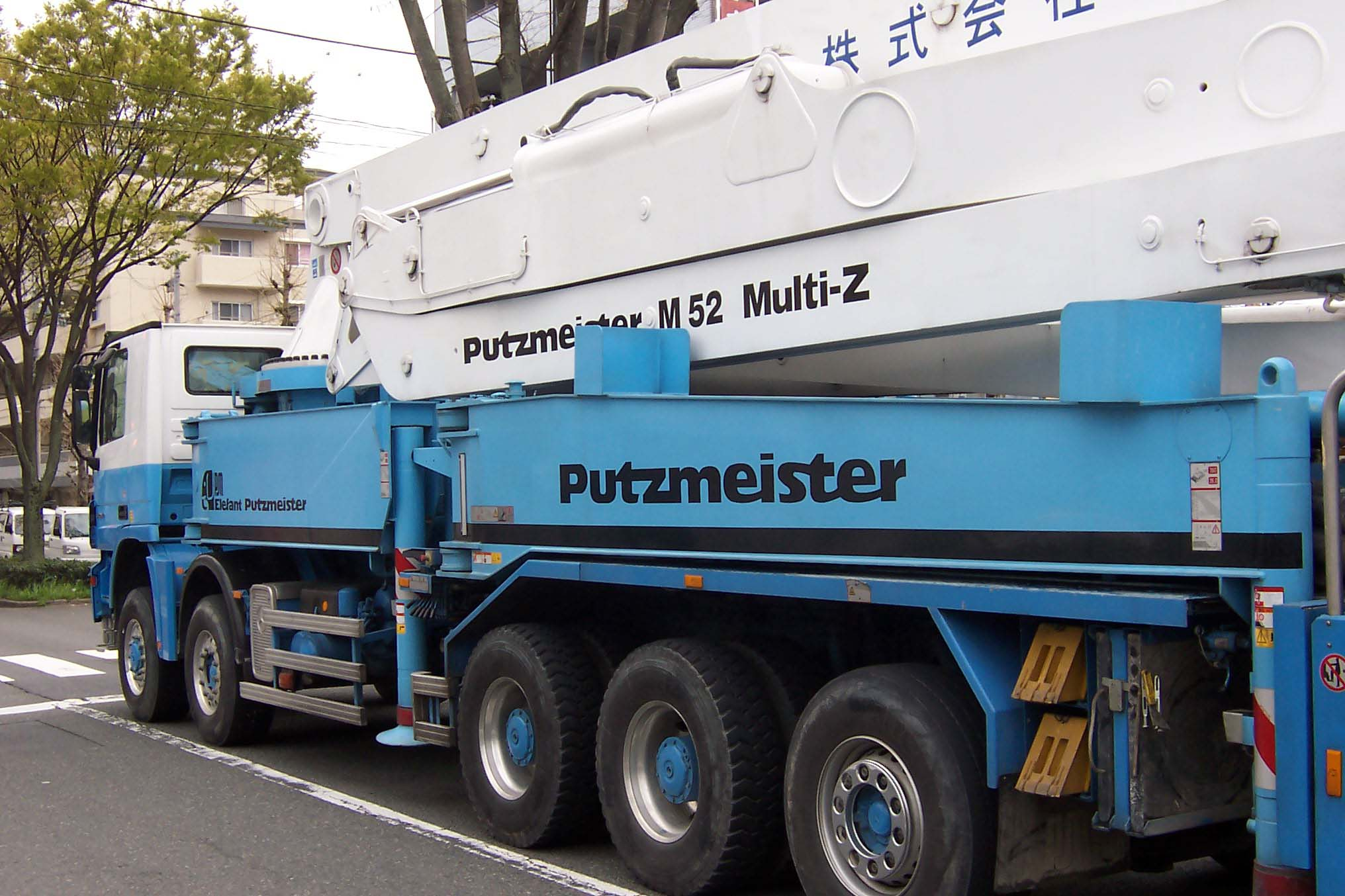
M52
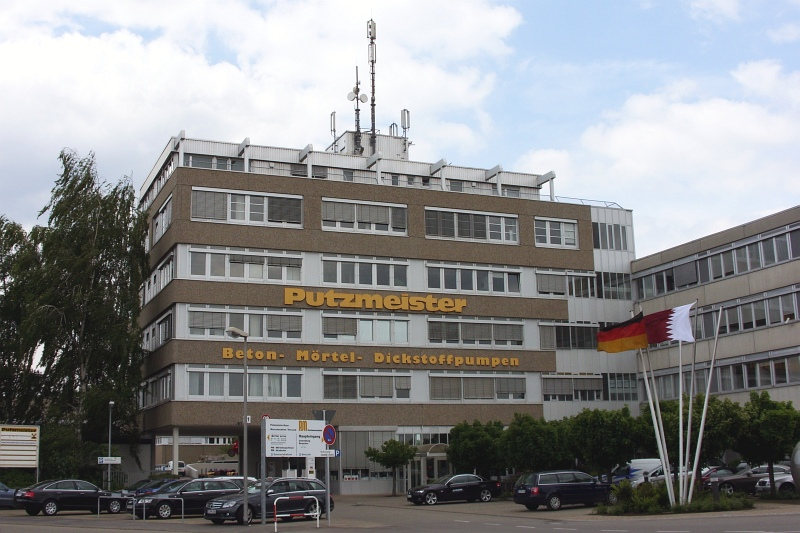
アイヒタールの本社社屋
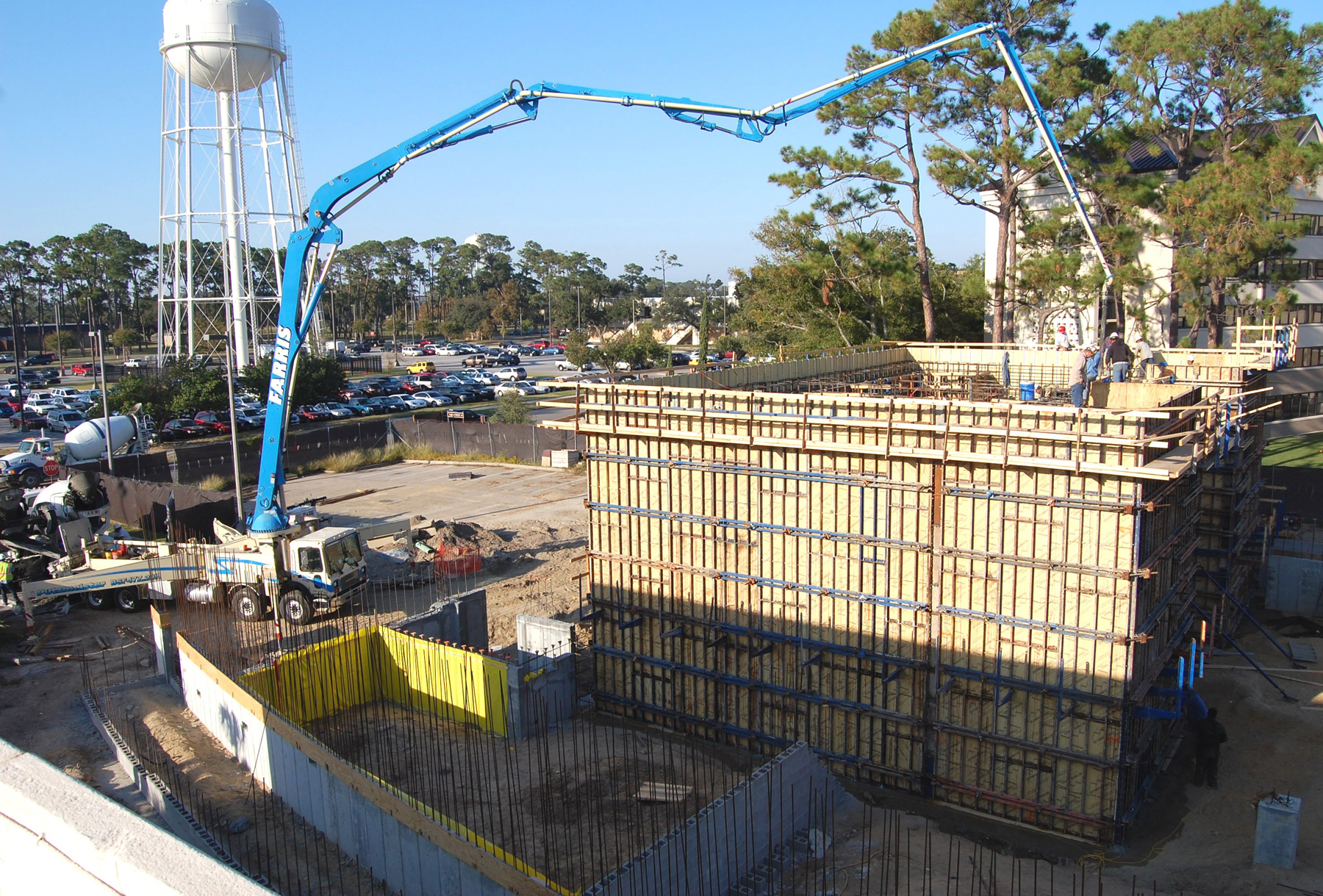
キースラー空軍基地で医療センター建築中のプツマイスター製コンクリートポンプ車